# Тлапа де Комонфорт (Тлапа де Комонфорт, Гереро)
Тлапа де Комонфорт (шп. Tlapa de Comonfort) насеље је у Мексику у савезној држави Гереро у општини Тлапа де Комонфорт. Насеље се налази на надморској висини од 1080 м.

## Становништво
Према подацима из 2010. године у насељу је живело 46975 становника.

### Хронологија
| Година       | 2000                  | 2005                  | 2010                  |
| ------------ | --------------------- | --------------------- | --------------------- |
| Становништво | 31235 (14755 / 16480) | 37975 (17927 / 20048) | 46975 (22288 / 24687) |

### Попис
| \| \| м \| \| \| ж \| \| 0—2 \| 1.574 \| \| \| 1.582 \| \| 3—5 \| 1.759 \| \| \| 1.667 \| \| 6—11 \| 3.503 \| \| \| 3.363 \| \| 12—14 \| 1.783 \| \| \| 1.767 \| \| 15—17 \| 1.769 \| \| \| 1.955 \| \| 18—24 \| 3.007 \| \| \| 3.799 \| \| 60+ \| 1.216 \| \| \| 1.417 \| \| Просек : \| 24,6 \| \| \| 25,9 \| |       |  |  |       |
| |       |  |  |       |
| | м     |  |  | ж     |
| 0—2 | 1.574 |  |  | 1.582 |
| 3—5 | 1.759 |  |  | 1.667 |
| 6—11 | 3.503 |  |  | 3.363 |
| 12—14 | 1.783 |  |  | 1.767 |
| 15—17 | 1.769 |  |  | 1.955 |
| 18—24 | 3.007 |  |  | 3.799 |
| 60+ | 1.216 |  |  | 1.417 |
| Просек : | 24,6  |  |  | 25,9  |

| #   | Индикатор                                                                                        | Вредност |
| --- | ------------------------------------------------------------------------------------------------ | -------- |
| 1   | Становништво од 0 до 2 године                                                                    | 3156     |
| 2   | Мушко становништво од 0 до 2 године                                                              | 1574     |
| 3   | Женско становништво од 0 до 2 године                                                             | 1582     |
| 4   | Становништво са 3 и више година                                                                  | 43248    |
| 5   | Мушко становништво са 3 и више година                                                            | 20429    |
| 6   | Женско становништво са 3 и више година                                                           | 22819    |
| 7   | Становништво са 5 и више година                                                                  | 40913    |
| 8   | Мушко становништво са 5 и више година                                                            | 19236    |
| 9   | Женско становништво са 5 и више година                                                           | 21677    |
| 10  | Становништво са 12 и више година                                                                 | 32956    |
| 11  | Мушко становништво са 12 и више година                                                           | 15167    |
| 12  | Женско становништво са 12 и више година                                                          | 17789    |
| 13  | Становништво са 15 и више година                                                                 | 29406    |
| 14  | Мушко становништво са 15 и више година                                                           | 13384    |
| 15  | Женско становништво са 15 и више година                                                          | 16022    |
| 16  | Становништво са 18 и више година                                                                 | 25682    |
| 17  | Мушко становништво са 18 и више година                                                           | 11615    |
| 18  | Женско становништво са 18 и више година                                                          | 14067    |
| 19  | Становништво од 3 до 5 година                                                                    | 3426     |
| 20  | Мушко становништво од 3 до 5 година                                                              | 1759     |
| 21  | Женско становништво од 3 до 5 година                                                             | 1667     |
| 22  | Становништво од 6 до 11 година                                                                   | 6866     |
| 23  | Мушко становништво од 6 до 11 година                                                             | 3503     |
| 24  | Женско становништво од 6 до 11 година                                                            | 3363     |
| 25  | Становништво од 8 до 14 година                                                                   | 8124     |
| 26  | Мушко становништво од 8 до 14 година                                                             | 4095     |
| 27  | Женско становништво од 8 до 14 година                                                            | 4029     |
| 28  | Становништво од 12 до 14 година                                                                  | 3550     |
| 29  | Мушко становништво од 12 до 14 година                                                            | 1783     |
| 30  | Женско становништво од 12 до 14 година                                                           | 1767     |
| 31  | Становништво од 15 до 17 година                                                                  | 3724     |
| 32  | Мушко становништво од 15 до 17 година                                                            | 1769     |
| 33  | Женско становништво од 15 до 17 година                                                           | 1955     |
| 34  | Становништво од 18 до 24 године                                                                  | 6806     |
| 35  | Мушко становништво од 18 до 24 године                                                            | 3007     |
| 36  | Женско становништво од 18 до 24 године                                                           | 3799     |
| 37  | Женско становништво од 15 до 49 година                                                           | 13236    |
| 38  | Становништво са 60 и више година                                                                 | 2633     |
| 39  | Мушко становништво са 60 и више година                                                           | 1216     |
| 40  | Женско становништво са 60 и више година                                                          | 1417     |
| 41  | Однос између мушкараца и жена                                                                    | 90.28    |
| 42  | Становништво од нуле до 14 година                                                                | 16998    |
| 43  | Становништво од 15 до 64 године                                                                  | 27592    |
| 44  | Становништво од 65 година и више                                                                 | 1814     |
| 45  | Просечан број деце                                                                               | 2.4      |
| 46  | Становништво рођено у ентитету                                                                   | 44295    |
| 47  | Мушко становништво рођено у ентитету                                                             | 20932    |
| 48  | Женско становништво рођено у ентитету                                                            | 23363    |
| 49  | Становништво рођено у другом ентитету                                                            | 1754     |
| 50  | Мушко становништво рођено у другом ентитету                                                      | 902      |
| 51  | Женско становништво рођено у другом ентитету                                                     | 852      |
| 52  | Становништво од 5 година и више резидентно у ентитету у јуну 2005. године                        | 39425    |
| 53  | Мушко становништво старосног доба од 5 година и више, резидентно у ентитету у јуну 2005. године  | 18351    |
| 54  | Женско становништво старосног доба од 5 и више година, резидентно у ентитету у јуну 2005. године | 21074    |
| 55  | Становништво од 5 година и више које је живело у другом ентитету у јуну 2005. године             | 660      |
| 56  | Мушко становништво старије од 5 година које је живело у другом ентитету у јуну 2005. године      | 347      |
| 57  | Женско становништво старије од 5 година које је живело у другом ентитету у јуну 2005. године     | 313      |
| 58  | Становништво од 3 године и више које говори аутохтони језик                                      | 18984    |
| 59  | Мушко становништво старо 3 године и више које говори аутохтони језик                             | 8664     |
| 60  | Женско становништво старо 3 године и више које говори аутохтони језик                            | 10320    |
| 61  | Становништво од 3 године и више које говори аутохтони језик и не говори шпански језик            | 1049     |
| 62  | Мушко становништво старо 3 године и више које говори аутохтони језик и не говори шпански         | 308      |
| 63  | Женско становништво старо 3 године и више које говори аутохтони језик и не говори шпански језик  | 741      |
| 64  | Становништво старо 3 године и више које говори аутохтони језик и шпански                         | 17466    |
| 65  | Мушко становништво старо 3 године и више које говори аутохтони језик и шпански                   | 8142     |
| 66  | Женско становништво старо 3 године и више које говори аутохтони језик и шпански                  | 9324     |
| 67  | Становништво од 5 година и више које говори аутохтони језик                                      | 18513    |
| 68  | Становништво од 5 година и више које говори аутохтони језик и не говори шпански језик            | 951      |
| 69  | Становништво од 5 година и више које говори аутохтони језик и говори шпански језик               | 17107    |
| 70  | Становништво у домородачким домаћинствима                                                        | 31231    |
| 71  | Становништво са ограничењима у активностима                                                      | 730      |
| 72  | Становништво са ограниченим ходањем или кретањем, горе или доле                                  | 370      |
| 73  | Становници са ограничењима вида, чак и уз кориштење сочива                                       | 198      |
| 74  | Становништво са ограничењима говора, комуникације или конверзације                               | 77       |
| 75  | Становништво са ограниченим слухом                                                               | 72       |
| 76  | Становништво са ограничењима при одевању, купању или јелу                                        | 12       |
| 77  | Становништво са ограничењима у опажању или учењу једноставних ствари                             | 13       |
| 78  | Становништво са менталним ограничењима                                                           | 64       |
| 79  | Становништво без ограничења активности                                                           | 45221    |
| 80  | Становништво од 3 до 5 година које не похађа школу                                               | 1052     |
| 81  | Мушко становништво од 3 до 5 година које не похађа школу                                         | 527      |
| 82  | Женско становништво од 3 до 5 година које не похађа школу                                        | 525      |
| 83  | Становништво од 6 до 11 година које не похађа школу                                              | 182      |
| 84  | Мушко становништво од 6 до 11 година које не похађа школу                                        | 101      |
| 85  | Женско становништво од 6 до 11 година које не похађа школу                                       | 81       |
| 86  | Становништво од 12 до 14 година које не похађа школу                                             | 218      |
| 87  | Мушко становништво од 12 до 14 година које не похађа школу                                       | 114      |
| 88  | Женско становништво од 12 до 14 година које не похађа школу                                      | 104      |
| 89  | Становништво од 15 до 17 година похађа школу                                                     | 2773     |
| 90  | Мушко становништво од 15 до 17 година похађа школу                                               | 1310     |
| 91  | Женско становништво између 15 и 17 година живота у школи                                         | 1463     |
| 92  | Становништво од 18 до 24 године похађа школу                                                     | 2247     |
| 93  | Мушко становништво од 18 до 24 године похађа школу                                               | 971      |
| 94  | Женско становништво од 18 до 24 године похађа школу                                              | 1276     |
| 95  | Становништво од 8 до 14 година које не може да чита и пише                                       | 629      |
| 96  | Мушко становништво старосног доба од 8 до 14 година које не може да чита и пише                  | 357      |
| 97  | Женско становништво старосног доби од 8 до 14 година које не може да чита и пише                 | 272      |
| 98  | Становништво од 15 година и више које је неписмено                                               | 4256     |
| 99  | Мушко становништво од 15 година и више које је неписмено                                         | 1515     |
| 100 | Женско становништво од 15 година и више које је неписмено                                        | 2741     |
| 101 | Становништво старо 15 и више година без школовања                                                | 4132     |
| 102 | Мушко становништво старо 15 и више година без школовања                                          | 1473     |
| 103 | Женско становништво старо 15 и више година без школовања                                         | 2659     |
| 104 | Становништво старосног доба 15 и више година са непотпуним основним образовањем                  | 2827     |
| 105 | Мушко становништво старосног доба од 15 година и више са непотпуном основним образовањем         | 1328     |
| 106 | Женско становништво старосног доба 15 и више година са непотпуном основним образовањем           | 1499     |
| 107 | Становништво старо 15 и више година са комплетним основним образовањем                           | 3627     |
| 108 | Мушко становништво старо 15 година и више са комплетним основним образовањем                     | 1653     |
| 109 | Женско становништво старо 15 и више година са комплетним основним образовањем                    | 1974     |
| 110 | Становништво старосног доба 15 и више година са непотпуним средњим образовањем                   | 2071     |
| 111 | Мушко становништво старосног доба од 15 година и више са непотпуним средњим образовањем          | 1077     |
| 112 | Женско становништво старосног доба од 15 година и више са непотпуним средњим образовањем         | 994      |
| 113 | Становништво старо 15 и више година са пуним секундарном образовањем                             | 5252     |
| 114 | Мушко становништво старосног доба од 15 година и више са пуним секундарном образовањем           | 2542     |
| 115 | Женско становништво старосног доба од 15 година и више са пуним секундарном образовањем          | 2710     |
| 116 | Становништво старије од 18 година са постосновним образовањем                                    | 10241    |
| 117 | Мушко становништво старије од 18 година са постосновним образовањем                              | 4772     |
| 118 | Женско становништво старије од 18 година са постосновним образовањем                             | 5469     |
| 119 | Просечна оцена школовања                                                                         | 8.34     |
| 120 | Просечан ниво образовања мушке популације                                                        | 8.64     |
| 121 | Просечан ниво образовања женског становништва                                                    | 8.08     |
| 122 | Економски активно становништво                                                                   | 15256    |
| 123 | Економски активна мушка популација                                                               | 10055    |
| 124 | Економски активна женска популација                                                              | 5201     |
| 125 | Становништво које није економски активно                                                         | 17488    |
| 126 | Мушко становништво које није економски активно                                                   | 5000     |
| 127 | Женско становништво које није економски активно                                                  | 12488    |
| 128 | Запослено становништво                                                                           | 14434    |
| 129 | Запослено мушко становништво                                                                     | 9340     |
| 130 | Запослено женско становништво                                                                    | 5094     |
| 131 | Незапослена популација                                                                           | 822      |
| 132 | Незапослена мушка популација                                                                     | 715      |
| 133 | Незапослена женска популација                                                                    | 107      |
| 134 | Становништво без права на здравствене услуге                                                     | 21716    |
| 135 | Становништво које има право на здравствене услуге                                                | 24535    |
| 136 | Становништво које има право на ИМСС                                                              | 762      |
| 137 | Становништво које има право на социјално осигурање                                               | 7087     |
| 138 | Становништво које има право на државно социјално осигурање                                       | 65       |
| 139 | Становништво које има право на опште осигурање или здравствено осигурање за нову генерацију      | 16384    |
| 140 | Становништво које је било једном или није било у браку током 12 година и више                    | 13301    |
| 141 | Венчано или уједињено становништво од 12 година и више                                           | 16935    |
| 142 | Становништво које је било у браку или уједињено 12 година и више                                 | 2631     |
| 143 | Становништво са католичком религијом                                                             | 40006    |
| 144 | Протестанти, еванђелисти и библијски следбеници различити од еванђелиста                         | 3719     |
| 145 | Становништво са другим религијама различитим од претходних                                       | 21       |
| 146 | Становништво без религије                                                                        | 1949     |
| 147 | Укупно пописаних домаћинства                                                                     | 9162     |
| 148 | Пописна домаћинства на челу са мушкарцима                                                        | 6590     |
| 149 | Пописна домаћинства на челу са женама                                                            | 2572     |
| 150 | Становништво у пописним домаћинствима                                                            | 46309    |
| 151 | Становништво у пописним домаћинствима на челу са мушкарцима                                      | 34805    |
| 152 | Становништво у пописним домаћинствима на челу са женама                                          | 11504    |
| 153 | Укупно домаћинстава                                                                              | 12404    |
| 154 | Укупно насељених домаћинстава                                                                    | 9353     |
| 155 | Укупно приватних кућа                                                                            | 12213    |
| 156 | Насељени приватни домови                                                                         | 9162     |
| 157 | Укупно насељених приватних кућа                                                                  | 9350     |
| 158 | Ненасељене приватне куће                                                                         | 1716     |
| 159 | Појединачна домаћинства за привремену употребу                                                   | 1335     |
| 160 | Становници у насељеним приватним кућама                                                          | 46309    |
| 161 | Насељеност станара у приватним становима                                                         | 5.05     |
| 162 | Просечно становника по соби у приватним насељеним домаћинствима                                  | 1.54     |
| 163 | Појединачна домаћинства са подовима од различитих материјала од земље                            | 7954     |
| 164 | Појединачна домаћинства у приземљу                                                               | 1127     |
| 165 | Појединачна домаћинства са једном спаваћом собом                                                 | 4180     |
| 166 | Појединачна домаћинства са две спаваће собе и више                                               | 4920     |
| 167 | Појединачна домаћинства са једним собом                                                          | 1514     |
| 168 | Појединачна домаћинства са две собе                                                              | 1981     |
| 169 | Појединачна домаћинства са 3 собе и више                                                         | 5584     |
| 170 | Појединачна домаћинства која имају електрично светло                                             | 8855     |
| 171 | Појединачна домаћинства која немају електрично светло                                            | 246      |
| 172 | Појединачна домаћинства која имају водоводну воду у стамбеном простору                           | 6604     |
| 173 | Појединачна домаћинства која немају водоводну воду у стамбеном простору                          | 2504     |
| 174 | Појединачна домаћинства која имају тоалет                                                        | 8631     |
| 175 | Појединачна домаћинства која имају канализацију                                                  | 8121     |
| 176 | Појединачна домаћинства која немају канализацију                                                 | 983      |
| 177 | Појединачна домаћинства која имају електрично светло, довод воде из јавне мреже и канализацију   | 6163     |
| 178 | Појединачна домаћинства без икаквих услова                                                       | 421      |
| 179 | Појединачна домаћинства која имају радио                                                         | 5992     |
| 180 | Појединачна домаћинства која имају телевизор                                                     | 7942     |
| 181 | Појединачна домаћинства која имају фрижидер                                                      | 6790     |
| 182 | Појединачна домаћинства која имају машину за веш                                                 | 3186     |
| 183 | Појединачна домаћинства која имају аутомобил или комби                                           | 2238     |
| 184 | Појединачна домаћинства која имају рачунар                                                       | 2032     |
| 185 | Појединачна домаћинства која имају фиксну телефонску линију                                      | 2873     |
| 186 | Појединачна домаћинства која имају мобилни телефон                                               | 5520     |
| 187 | Појединачна домаћинства која имају приступ интернету                                             | 1071     |
| 188 | Величина локације                                                                                | 9        |